# Delia arambourgi
Delia arambourgi är en tvåvingeart som beskrevs av Seguy 1938. Delia arambourgi ingår i släktet Delia och familjen blomsterflugor. Inga underarter finns listade i Catalogue of Life.